# Чепелева, Раиса Семёновна
Раиса Семёновна Чепелева (в браке — Терехова; Пустой шаблон {{ВД-Преамбула}} ) — советский хозяйственный и государственный деятель, Герой Социалистического Труда. Член КПСС.

## Биография
Родилась в 1939 году в деревне Новая Гримовня в крестьянской семье. Окончила семь классов, позднее заочно среднюю школу.
В 1956—1991 — доярка совхоза «Брасовский» Брасовского район Брянской области, слушательница Брянской советско-партийной школы, счетовод-бухгалтер колхоза «Большевистский путь» Навлинского района Брянской области.
Указом Президиума Верховного Совета СССР от 22 марта 1966 года присвоено звание Героя Социалистического Труда с вручением ордена Ленина и золотой медали «Серп и Молот».
В 1967 году стала слушательницей Брянской совпартшколы, по завершении получила назначение в колхоз «Большевистский путь» Навлинского района. Работала счетоводом в бухгалтерии.
Делегат XXIII съезда и
XXVI съездов КПСС.
Умерла в 2000 году в Брянской области.
Похоронена в с. Бутрё Навлинского района.

## Награды и звания
- Герой Социалистического Труда (22.03.1966)
- Орден Ленина (22.03.1966)